# Godfrey Kateregga
Godfrey Kateregga était un footballeur international ougandais, né le 5 mai 1960 à Mulago en Ouganda et mort le 13 mars 1999 dans la même ville.

## Palmarès
- Kampala City Council :
  - Vainqueur du championnat d'Ouganda en 1981 et 1983.
  - Vainqueur de la Coupe d'Ouganda en 1979, 1980, 1982 et 1984.

- Villa SC :
  - Vainqueur de la Coupe CECAFA en 1987.
  - Vainqueur du championnat d'Ouganda en 1986 et 1987.
  - Vainqueur de la Coupe d'Ouganda en 1986.